# 254876 Strommer
254876 Strommer este un asteroid din centura principală de asteroizi.

## Descriere
254876 Strommer este un asteroid din centura principală de asteroizi. A fost descoperit pe 24 septembrie 2005 la Piszkesteto de Krisztián Sárneczky. Asteroidul prezintă o orbită caracterizată de o semiaxă mare de 2,81 ua, o excentricitate de 0,17 și o înclinație de 8,7° în raport cu ecliptica.